# Palayad
Palayad è una suddivisione dell'India, classificata come census town, di 16.462 abitanti, situata nel distretto di Kozhikode, nello stato federato del Kerala. In base al numero di abitanti la città rientra nella classe IV (da 10.000 a 19.999 persone).

## Geografia fisica
La città è situata a 11° 47' 40 N e 75° 28' 05 E.

## Società

### Evoluzione demografica
Al censimento del 2001 la popolazione di Palayad assommava a 16.462 persone, delle quali 8.027 maschi e 8.435 femmine. I bambini di età inferiore o uguale ai sei anni assommavano a 1.578, dei quali 792 maschi e 786 femmine. Infine, coloro che erano in grado di saper almeno leggere e scrivere erano 13.636, dei quali 6.972 maschi e 6.664 femmine.